# Bhatkal
Bhatkal è una città dell'India di 31.785 abitanti, situata nel distretto del Kannada Settentrionale, nello stato federato del Karnataka. In base al numero di abitanti la città rientra nella classe III (da 20.000 a 49.999 persone).

## Geografia fisica
La città è situata a 13° 58' 0 N e 74° 34' 0 E e ha un'altitudine di 3 m s.l.m..

## Società

### Evoluzione demografica
Al censimento del 2001 la popolazione di Bhatkal assommava a 31.785 persone, delle quali 15.944 maschi e 15.841 femmine. I bambini di età inferiore o uguale ai sei anni assommavano a 4.520, dei quali 2.362 maschi e 2.158 femmine. Infine, coloro che erano in grado di saper almeno leggere e scrivere erano 23.984, dei quali 12.441 maschi e 11.543 femmine.